# 워렌 G
워런 그리핀 3세(영어: Warren Griffin III, 1970년 11월 10일 ~ )는 예명 워렌 G(Warren G)로 알려진 미국의 래퍼이다. 래퍼이자 프로듀서인 닥터 드레의 이복 남동생이며 워런 그리핀 3세는 닥터 드레를 스눕 독에 소개하여 계약을 도왔다.

## 참여 작품
- 올드 스쿨 (영화)

## 디스코그래피
- Regulate... G Funk Era
- Take a Look Over Your Shoulder
- I Want It All
- The Return of the Regulator
- The G Files